# Palazzo Donà (Santa Croce)

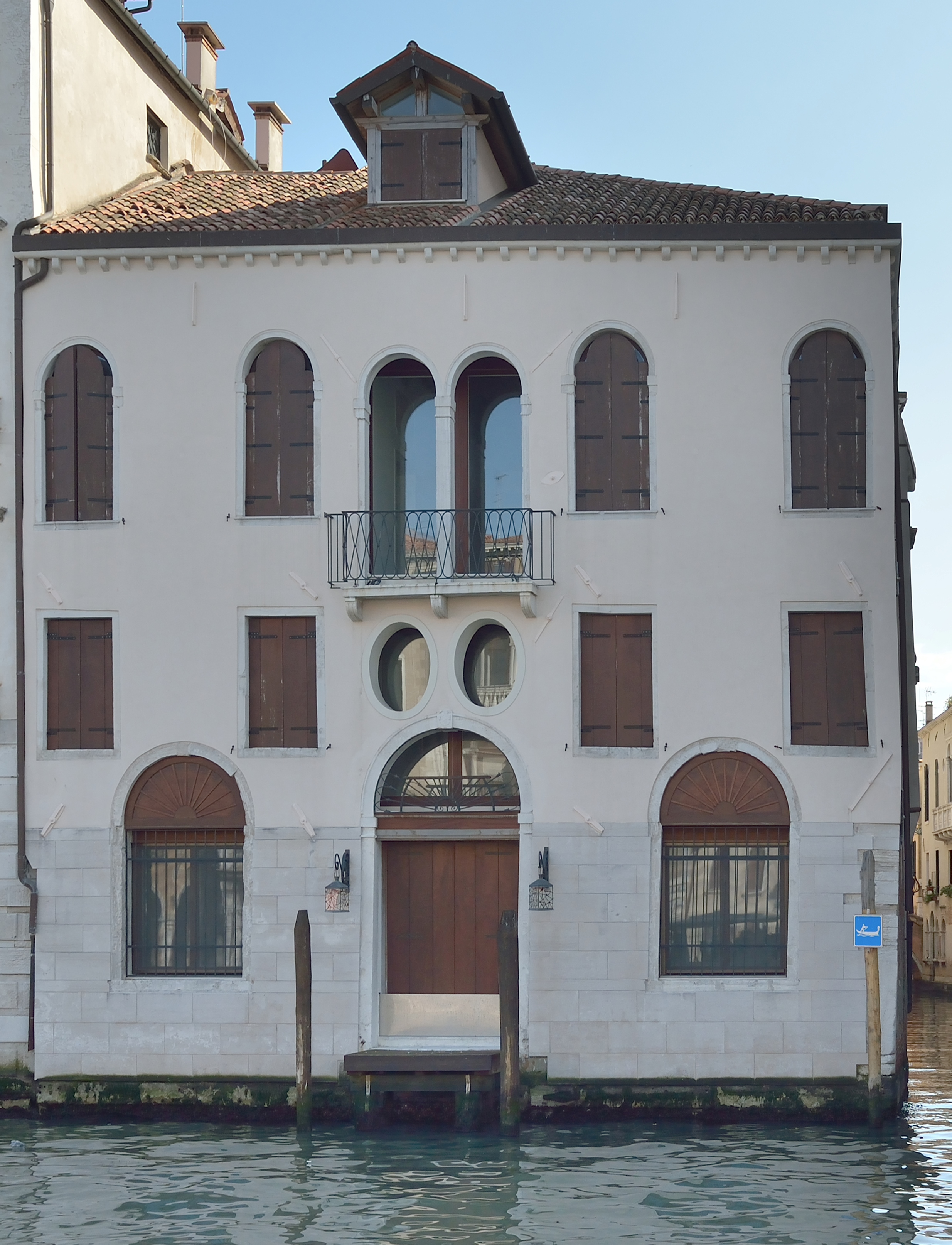
Palazzetto Sangiantoffetti Donà, 2016

Palazzo Donà, auch Palazzetto Sangiantoffetti Donà genannt, ist ein Palast in Venedig in der italienischen Region Venetien. Er liegt im Sestiere Santa Croce mit Blick zum Canal Grande zwischen dem Palazzo Correggio und der Ca’ Pesaro an der Einmündung des Rio delle Due Torre de Santa Maria Mater Domini.

## Geschichte
Der Palast wurde im 18. Jahrhundert an Stelle eines älteren Gebäudes errichtet. Seine Eigentümer, die Sangiantoffetti, waren Adlige vom Festland und kamen ursprünglich aus Vicenza. Sie kauften sich in das venezianische Patriziat ein, indem sie den Krieg um Candia mit beträchtlichen Summen unterstützten.

## Beschreibung
Der kleine, dreistöckige Palast hat im Erdgeschoss ein Rundbogenportal zum Wasser in der Mitte, flankiert von zwei einzelnen Rundbogenfenstern. Im Zwischengeschoss befinden sich über dem Portal zwei kleine, ovale Fenster zwischen zwei Paaren rechteckiger Einzelfenster. Das Hauptgeschoss zeigt in der Mitte ein gekuppeltes Doppelfenster mit Balkon. Auf beiden Seiten sind Paare von einfachen Rundbogenfenstern. Die Fassade schließt nach oben mit einer gezahnten Dachtraufe ab. Darüber befindet sich eine kleine Dachgaube mit einem einzelnen Rechteckfenster. Die verputzte, weiß gestrichene Fassade ist im unteren Teil des Erdgeschosses mit flachem Bossenwerk verziert.